# Du sollst nicht lieben
Du sollst nicht lieben (Originaltitel: עיניים פקוחות, Einayim Pkuchot; internationaler Titel: Eyes Wide Open) ist ein israelischer Film über die Liebe zweier ultraorthodoxer jüdischer Männer in Mea Shearim, einem ultraorthodoxen Stadtviertel Jerusalems. Das Drehbuch wurde von Merav Doster geschrieben. Der Film erschien im Jahre 2009 und war der erste israelische Film des Regisseurs Chaim Tabakman.

## Beschreibung
Aaron Fleischmann, ein verheirateter ultra-orthodoxer Jude und Vater von vier Kindern, übernimmt die Metzgerei seines verstorbenen Vaters Menachem Fleischmann (butcherhop Fleischmann). Da Aaron einen Arbeiter sucht, stellt sich der schwule 19-jährige Jeschiwa-Student Ezri vor. Er hat die Schule „wisdom of Menachem“ besucht, Aaron lehnt ihn jedoch ab. Ezri übernachtet in der Synagoge, wo Aaron ihn am Morgen schlafend vorfindet, als er dort beten geht. Da stellt Aaron den jungen Studenten ein. Sie verbringen nun viel Zeit miteinander: Am Tag arbeiten und abends studieren sie zusammen, nachts lässt er Ezri in der Abstellkammer über dem Metzgergeschäft schlafen, wo früher Aarons Vater schlief. Sie nehmen zusammen das rituelle Bad ein und begehen gemeinsam den Shabbat. Nach und nach verliebt sich Aaron in Ezri, wobei er zunächst verzweifelt gegen seine wachsenden Gefühle ankämpft – in einer ersten Szene, in der sich die beiden beinahe küssen, schreckt er zurück und spricht von „Prüfungen“, denen Gott die Menschen unterziehen würde.
Als er seinen Gefühlen schließlich nachgibt und sich eine sexuelle Beziehung zwischen ihnen entwickelt, ergeben sich dramatische Konsequenzen aus Aarons Coming Out in seiner strikt orthodoxen Umwelt. Aaron ignoriert die Ablehnung der Nachbarn: Als junge Charedim Aarons Geschäft aufsuchen und ihn dort auffordern, Ezri zu entlassen, schließt Aaron kurzfristig das Geschäft und verbringt die Zeit mit Ezri. Aarons Frau Rivka steht deswegen vor verschlossenen Türen, als sie bei ihrem Mann Fleisch kaufen möchte. Sie schöpft Verdacht und fragt Aaron am Abend, wie das Geschäft gelaufen sei; er belügt sie und sagt, im Geschäft sei viel zu tun gewesen. Daher geht Rivka am nächsten Tag wieder zum Geschäft, begegnet Ezri und lädt ihn spontan zum Abendessen im Kreis der Familie ein. Da Aaron den Ratschlag der benachbarten Charedim weiterhin ignoriert, wird ihm nun damit gedroht, sein Geschäft zu boykottieren; er müsse mit Frau und Kindern das Stadtviertel verlassen. Der Rabbiner ohrfeigt Aaron, nachdem dieser ihm gesteht, dass er Ezri brauche: Vorher sei er tot gewesen, mit Ezri würde er überhaupt erst anfangen, zu leben. Ohne Ezri könne er nicht leben.
Ezri wird auf offener Straße von jungen Charedim beschimpft und verprügelt; obwohl Aaron versucht, ihn zu trösten und im Geschäft zu halten, verlässt Ezri das Stadtviertel und damit auch Aaron. In der letzten Szene begibt sich Aaron erneut zu der rituellen Badestätte, zieht sich nackt aus und schreitet langsam immer tiefer in das dunkle Wasser, bis er ganz untergetaucht ist. Da er zuvor nach Ezris Weggang als verzweifelt gezeigt wird und der Film mehrere Sekunden nach dem Abtauchen Aarons im Wasser mit einem schwarzen Bild abrupt endet, bleibt offen, ob er sich dabei selbst tötet oder ob er wieder auftauchen wird.

## Schwierige Bedingungen beim Dreh
Regisseur Chaim Tabakman beschrieb die Probleme beim Drehen im jüdischen Viertel Jerusalems sowie die mangelnde Rezeption vonseiten der jüdischen Orthodoxie, die die im Film geschilderte Problematik widerspiegelten:

„Am Originalschauplatz, im Viertel Mea Shearim in Jerusalem, haben wir nur eineinhalb Tage gedreht. Und das schnell, mit möglichst wenig Durchläufen. Da wurden wir angeschrien, angestarrt, bedroht, mit Wasser bespritzt und mit Steinen beworfen. Vor allem die Hauptdarsteller hatten zu leiden – sie trugen die traditionelle Kleidung, die Kamera war eher klein. Dass sie eine Rolle spielen, war nicht jedem klar, der vorbeilief. Als der Film in Israel in den Kinos war, gab es so gut wie keine Reaktion von religiöser Seite. Das hätte ja gezeigt, dass ein Bewusstsein für dieses Problem da ist. Genau das soll jedoch nicht passieren, weil man damit zugeben würde, dass es das gibt: homosexuelle Männer.“

## Rezeption
- „Aufsehen erregendes Kino aus Israel“ (Le Canard enchaîné)

- „Ein sensibler Einblick in die jüdisch-orthodoxe Welt“ (Le Figaro)

- „Voller Leidenschaft und Subtilität“ (Libération)

- Der Regisseur Chaim Tabakman beschrieb das orthodoxe Stadtviertel in Jerusalem als Analogon für die übrige Welt, denn die Probleme des Coming-out von Homosexuellen seien überall gleich:

„Auch wenn die Geschichte in Mea Shearim, in einer scheinbar fremden Welt spielt – sie hat viel mit unserem, mit meinem Leben zu tun. Man macht Fehler, kämpft darum, den richtigen Weg zu finden. Diese ursprüngliche Kraft, die die Protagonisten Aaron und Ezri empfinden, steckt in uns allen – es geht darum, wie man mit ihr umgeht.“

- Lea Hampel meinte dagegen, dass das Coming-out gerade innerhalb der gezeigten jüdischen Orthodoxie besonders schwierig sei:

„Ihr Film zeigt die starren Strukturen der ultraorthodoxen Gesellschaft. Aaron wird angefeindet, Ezri sogar verprügelt. Über diese Gesellschaft ist wenig bekannt – in den ultraorthodoxen Stadtvierteln Jerusalems hängen Schilder, auf denen Touristen gebeten werden, von einem Besuch abzusehen.“

## Auszeichnungen

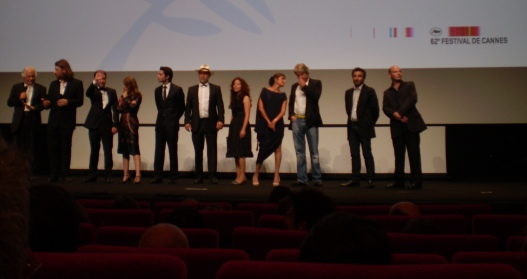
Die Schauspieler des Films am Tag seiner Präsentation beim Cannes Film Festival, 2009

- Cannes Festival’s official choice Un Certain Regard[3]
- Toronto Festival’s official choice.
- Bester Hauptdarsteller Jerusalem Filmfest (Best movie and best actor Jerusalem Festival 2009)[4].
- Bester Film Shalom Europa
- Bestes Spielfilmdebüt, Palm Springs Filmfest
- Großer Preis Film Festival Gent 2009
- Lobende Erwähnung, Jerusalem Filmfest